# Stazione di Genova Sampierdarena
Stazione di Genova Sampierdarena vasútállomás Olaszországban, Genova településen.

## Vasútvonalak
Az állomást az alábbi vasútvonalak érintik:
- Torino–Genova-vasútvonal
- Genova–Ventimiglia-vasútvonal
- Asti–Genova-vasútvonal
- Genova Bolzaneto–Genova Sampierdarena railway
- Torino–Genova-vasútvonal
- Asti–Genova-vasútvonal

## Kapcsolódó állomások
A vasútállomáshoz az alábbi állomások vannak a legközelebb:
- Stazione di Genova Rivarolo
- Stazione di Genova Via di Francia
- Stazione di Genova Piazza Principe
- Genova Cornigliano old railway station
- Stazione di Genova Borzoli
- Stazione di Genova San Quirico
- Genova Campi railway station